# Nazionale maschile di rugby a 15 degli Emirati Arabi Uniti
La nazionale di Rugby a 15 del Emirati Arabi Uniti rappresenta il Emirati Arabi Uniti nel rugby a 15 in ambito internazionale.
Gli atleti del Emirati Arabi Uniti hanno fatto parte della Selezione del Golfo Persico in passato.
Dal 27 novembre 2012 la federazione è membro della International Rugby Board.